# JNNおはようニュース&スポーツ
『JNNおはようニュース&スポーツ』（ジェイエヌエヌ おはようニュースアンドスポーツ）は、1983年（昭和58年）4月4日から1991年（平成3年）3月31日まで放送されたJNN（TBS）系列の、ワイド形式の朝の報道番組である。

## 概要
それまで『おはよう700』→『テレビ列島7時』→『朝のホットライン』に内包される形で7時台に放送されていた『JNN朝のニュース』が6時台、8時台の2回に分割され、6時台の枠が前日深夜放送の『JNNスポーツデスク』再放送と統合され、最新のニュースと前日のスポーツの結果を伝える番組として放送された。スポーツニュースは前日『JNNスポーツデスク』『JNNスポーツチャンネル』『ネットワーク』『ニュース22プライムタイム』『JNNニュースデスク'88・'89』『筑紫哲也 NEWS23』『JNNスポーツ&ニュース』の映像を使用していた。
放送開始当時は月曜 - 金曜のみだったが、段階的に土曜・日曜にも放送が拡大した。1985年10月からは全曜日とも6:30 - 7:00の放送となった。1986年以降の正月三が日は6:50から10分間の短縮版として放送していた。
6:39:15から6:43にローカル枠が設定されていた。この直前は全国ネットの気象情報となっており、関東では全国とローカルとの気象情報が連続することになった。なお、局によっては天気予報パートのみ自局送出にし、関東のローカルニュースをそのままネットする局もあった。
1987年3月27日までは、当番組のキャスターが兼務している「JNN8時のニュース」が姉妹編として放送されていたが、3月30日から「朝のホットライン」に統合されている。
1991年4月の改編に伴い、6時台前半に放送されていた『地球!朝一番』と統合され『JNNニュースコール』（第2期）に移行した。『JNNニュースコール』移行後、平日は1992年10月5日から1993年10月1日まで、土曜・日曜は1991年4月6日から1994年10月2日の『あなたにオンタイム』まで当番組と同じ内容で放送していた。
スタジオ（当時のTBSテレビ局舎・Dスタジオ）は1984年10月7日まで『JNNニュース』『JNNニュースコープ』『JNNフラッシュニュース』『JNNニュースデスク』『JNNスポーツデスク』『テレポートTBS6』と同じセット（ジャングルジムのような形をした白い骨組みが特徴的なセット、『スポーツデスク』と『テレポート』も本番組同様に専用スペースが設けられていた）で放送していた。本番組専用のスペースの右隣に『朝のホットライン』の専用スペースがあり、エンディングではキャスター3人が、隣で準備していた司会の荻島正己に一礼をする場面が見られた（この部分は提供クレジットが表示されるため、エンディングが静止画になる北陸放送などでは見ることができなかった）。1984年10月8日から前述の6番組は『JNNニュースコープ』時間拡大のため、新設のセットに移り、本番組も同じセットの中にある専用スペースに移動した。1986年4月からは当番組セットが当初あった場所に『JNNスポーツチャンネル』のセットが新たに作られ、そちらとメインセットとの間に新たなセットが作られ、移動。さらに左側のメインセットの一部を改装して『ネットワークJNN』のセットが作られた。

## 放送時間
すべて日本時間、放送分は30分。
| 期間      | 期間      | 平日        | 土曜日       | 日曜日       |
| --------- | --------- | ----------- | ------------ | ------------ |
| 1983.4.4  | 1984.3.30 | 6:30 - 7:00 | （放送なし） | （放送なし） |
| 1984.4.2  | 1984.9.29 | 6:30 - 7:00 | 7:30 - 8:00  | （放送なし） |
| 1984.10.1 | 1985.9.29 | 6:30 - 7:00 | 7:30 - 8:00  | 7:30 - 8:00  |
| 1985.9.30 | 1991.3.31 | 6:30 - 7:00 | 6:30 - 7:00  | 6:30 - 7:00  |

## 出演者
1984年9月までは月曜 - 金曜の放送だったため、奈良陽・吉川美代子とスポーツの林正浩（月曜・火曜・水曜）・中村秀昭（木曜・金曜）で固定されていた。1984年10月以降は固定せず、曜日シフト勤務だった。特記事項がないキャスターは当時のTBSアナウンサー（メインキャスターは報道局と兼務）。放送当時、新人や若手のアナウンサーが多く担当していた。

### メインキャスター（アンカーマン）
- 奈良陽（担当当時は報道局所属、報道局アナウンサーとして『JNNニュースデスク』などを担当していた経験がある）[1]
- 近藤美矩
- 松永邦久
- 青木靖雄
- 柴田秀一
- 中村尚登
- 下村健一
- 日下部正樹
- 斎藤哲也

### サブキャスター（アシスタント）
- 吉川美代子[2][1]
- 野口雅子
- 有村かおり
- 小暮裕美子（報道局記者・1990年4月 - 1991年3月）
- 神津栄子
- 牧嶋博子
- 佐藤由香（成合由香：現・技術局情報システムセンター企画部・部長）
- 木場弘子（他の番組はスポーツニュース担当だったが、当番組ではニュース・天気予報を担当）
- 畑恵美子
- 小笠原保子
- 福島弓子
- 目黒祐子（フリーアナウンサー（元静岡放送アナウンサー）・1987年頃 - 1989年3月、土曜・日曜の天気予報のみを担当）

### スポーツキャスター
- 林正浩
- 中村秀昭
- 宮澤隆
- 柄沢晃弘
- 戸崎貴広
- 武方直己
- 清原正博
- 佐古忠彦
- 向井政生
- 香川恵美子（1989年4月 - 1989年9月は土曜・日曜の天気予報も兼務）

## タイトルロゴの変遷
- 初代：1983.4 - 1987.3
- 2代目：1987.4 - 1990.9（初代のアレンジ版）
- 3代目：1990.10 - 1991.3

なお、テーマ曲は一貫して開始当初のものが使用された。

## ネットしていた局
| 放送対象地域  | 放送局         | 系列    | 備考 |
| ------------- | -------------- | ------- | --- |
| 関東広域圏    | 東京放送       | TBS系列 | 制作局 現在：TBS                                                                                             |
| 北海道        | 北海道放送     | TBS系列 | |
| 青森県        | 青森テレビ     | TBS系列 | |
| 岩手県        | 岩手放送       | TBS系列 | 現在：IBC岩手放送                                                                                            |
| 宮城県        | 東北放送       | TBS系列 | |
| 山形県        | テレビユー山形 | TBS系列 | 1989年10月開局から                                                                                           |
| 福島県        | テレビユー福島 | TBS系列 | 1983年12月5日から （実際には1983年11月22日試験放送開始から）                                                 |
| 山梨県        | テレビ山梨     | TBS系列 | |
| 新潟県        | 新潟放送       | TBS系列 | |
| 長野県        | 信越放送       | TBS系列 | |
| 静岡県        | 静岡放送       | TBS系列 | |
| 富山県        | テレビユー富山 | TBS系列 | 現在：チューリップテレビ 1990年10月1日開局から（厳密には9月24日のサービス放送開始から） 最後の半年間のみ放送 |
| 石川県        | 北陸放送       | TBS系列 | |
| 中京広域圏    | 中部日本放送   | TBS系列 | 現在：CBCテレビ                                                                                              |
| 近畿広域圏    | 毎日放送       | TBS系列 | |
| 島根県 鳥取県 | 山陰放送       | TBS系列 | |
| 岡山県 香川県 | 山陽放送       | TBS系列 | 現在：RSK山陽放送                                                                                            |
| 広島県        | 中国放送       | TBS系列 | |
| 山口県        | テレビ山口     | TBS系列 | 1987年9月まではフジテレビ系列とのクロスネット局                                                              |
| 高知県        | テレビ高知     | TBS系列 | |
| 福岡県        | RKB毎日放送    | TBS系列 | |
| 長崎県        | 長崎放送       | TBS系列 | |
| 熊本県        | 熊本放送       | TBS系列 | |
| 大分県        | 大分放送       | TBS系列 | |
| 宮崎県        | 宮崎放送       | TBS系列 | |
| 鹿児島県      | 南日本放送     | TBS系列 | |
| 沖縄県        | 琉球放送       | TBS系列 | |

## 備考
- 1984年3月最終週は奈良陽が不在だったため、五味陸仁がメインキャスターの代理を務めていた。
- 1985年10月以降、三雲孝江が女性キャスターの代理を務めていたことがあった。（『3時にあいましょう』担当終了後『ネットワーク』開始までの間）
- 1985年から1987年頃、北海道放送アナウンサー・横田久、岩手放送アナウンサー・田中康男、テレビ高知アナウンサー・森博和（それぞれ当時）がスポーツコーナーを担当していた時期があった。
- 番組スタッフのうちタイムキーパー（TK）、フロアディレクター（FD）はTBS映画社（現在のTBSスパークル、以前のTBSビジョン＝TBS－Ⅴ）のスタッフが担当していた。※他の報道番組も同様。また、番組専任の編集長（P班と報道局では呼ぶ）を置かず、各部当番制で担当していた。
- 北陸放送では、エンディングの提供部分が静止画に差し替えられ、テーマ曲が途中で切れていた。土曜日は1984年10月から、名鉄グループの一社提供で、番組開始前に番組タイトルを出し、名鉄グループのCMを30秒放送していた（1998年3月までの『JNNニュースコール』『あなたにオンタイム』朝の『JNNニュース』も同様。）